# Zhang Ziyi
Zhang Ziyi (xinès: 章子怡, pinyin: Zhāng Zǐyi, nascuda el 9 de febrer de 1979) és una actriu de cinema xinesa. Zhang és considerada com una de "les quatre joves actrius Dan" per la indústria cinematogràfica xinesa, juntament amb Zhao Wei, Xu Jinglei i Zhou Xun. Partícip d'una sèrie d'èxits cinematogràfics tant al seu país com a nivell internacional, ha treballat amb directors de renom com Zhang Yimou, Ang Lee, Wong Kar-Wai, Chen Kaige, Tsui Hark, Lou Ye, Seijun Suzuki, Feng Xiaogang i Rob Marshall.

## Vida
Zhang Ziyi va néixer a Beijing, Xina, filla de Zhang Yuanxiao, un economista, i Li Zhousheng, una mestra d'escola bressol. Aquests la van inscriure a una escola de dansa als 8 anys. Zhang comença a fer-se notar en guanyar un concurs de dansa nacional a l'edat de 15 anys. És llavors quan el director Zhang Yimou la contracta per a la pel·lícula El camí cap a casa (Wo de fu qin mu qin), sobre una estudiant que s'enamora del seu professor. La força de la seva actuació agrada als periodistes del seu país, i menys de tres mesos després és cridada a protagonitzar Tigre i drac, aclamada per la crítica internacional, ovacionada al Festival de Cannes i que es converteix en la pel·lícula estrangera més taquillera en la història dels Estats Units. Des de llavors la seva figura es fa notable i és contractada per al seu primer llargmetratge nord-americà Hora punta 2 (Rush Hour 2), al costat del taquiller Jackie Chan. Lamentablement, la baixa qualitat d'aquesta pel·lícula i la seva poca acceptació l'allunyen momentàniament de Hollywood. El 2004 protagonitza La casa de les dagues voladores, que li val una nominació a millor actriu als premis BAFTA i de nou el reconeixement internacional, per la qual cosa és reclamada per Steven Spielberg per a protagonitzar al costat de Ken Watanabe la seva producció Memòries d'una geisha, pel·lícula per la qual obté la seva primera nominació al Globus d'Or.
És una actriu versàtil que ha fet incursions tant en comèdia com en drama amb considerable èxit.
El. maig de 2015 es va casar amb el. músic xinès de rock Wang Feng. El desembre del mateix any va néixer la seva filla Wang Xingxing. El gener de 2020 va néixer el seu segon fill.

## Filmografia
| Any  | Títol                               | Títol xinès                          | Paper                          | Director          |
| ---- | ----------------------------------- | ------------------------------------ | ------------------------------ | ----------------- |
| 1996 | Touching Starlight (TV)             | 星星點燈                             | Chen Wei                       | Sun Wenxue        |
| 1999 | El camí cap a casa                  | 我的父親母親 ("Wo de fu qin mu qin") | Young Zhao Di                  | Zhang Yimou       |
| 2000 | Tigre i drac                        | 臥虎藏龍                             | Jen Yu                         | Ang Lee           |
| 2001 | Hora punta 2 (Rush Hour 2)          | 尖峰时刻2                            | Hu Li                          | Brett Ratner      |
| 2001 | Zu – La llegenda                    | 蜀山傳                               | Joy                            | Tsui Hark         |
| 2001 | Musa: The Warrior                   | 武士 (en coreà: 무사)                | Princesa Bu-yong               | Kim Sung-su       |
| 2002 | Hero                                | 英雄                                 | Moon                           | Zhang Yimou       |
| 2003 | Purple Butterfly                    | 紫蝴蝶                               | Cynthia/Ding Hui               | Lou Ye            |
| 2003 | My Wife is a Gangster 2             | 我老婆是大佬2                        | Gangster en cap                | Jeong Heung-sun   |
| 2004 | 2046                                | 2046                                 | Bai Ling                       | Wong Kar-wai      |
| 2004 | La casa de les dagues voladores     | 十面埋伏                             | Mei                            | Zhang Yimou       |
| 2004 | Jasmine Women                       | 茉莉花開                             | Young Mo/Young Li/Young Hua    | Hou Yong          |
| 2005 | Princess Raccoon                    | 貍御殿                               | Princesa Tanuki                | Seijun Suzuki     |
| 2005 | Memòries d'una geisha               | 艺伎回忆录                           | Sayuri Nitta/Chiyo Sakamoto    | Rob Marshall      |
| 2006 | The Banquet                         | 夜宴                                 | Wan                            | Feng Xiaogang     |
| 2007 | TMNT: Tortugues Ninja Joves Mutants | 忍者神龟                             | Karai                          | Kevin Munroe      |
| 2008 | Forever Enthralled                  | 梅蘭芳                               | Meng Xiaodong                  | Chen Kaige        |
| 2009 | Horsemen                            | 骑士                                 | Kristen                        | Jonas Åkerlund    |
| 2009 | Sophie's Revenge                    | 非常完美                             | Sophie                         | Yimeng Jin        |
| 2009 | The Founding of a Republic          | 建国大业                             | Gong Peng                      | Jianxin Huang     |
| 2010 | The Tale of Magic                   | 魔术外传                             | QinQin                         | Changwei Gu       |
| 2010 | Waiting                             | -                                    | Wu Manna                       | Peter Chan        |
| 2011 | Love for Life                       | 最爱                                 | Qinqin                         | Gu Changwei       |
| 2012 | Dangerous Liaisons                  | 危险关系                             | Du Fenyu                       | Hur Jin-ho        |
| 2013 | The Grandmaster                     | 一代宗師                             | Gong Er                        | Wong Kar Wai      |
| 2013 | Better and Better                   | 越来越好之村晚                       | Ella mateixa (Cameo)           | Zhang Yibai       |
| 2013 | My Lucky Star                       | 非常幸运                             | Sophie                         | Dennie Gordon     |
| 2014 | The Crossing Part 1                 | 太平轮                               | Yu Zhen                        | John Woo          |
| 2015 | The Crossing Part 2                 | 太平轮·彼岸                          | Yu Zhen                        | John Woo          |
| 2015 | Where's the Dragon?                 | 龙在哪里?                            | Phoenix (Veu)                  | Foo Sing-choong   |
| 2015 | Oh My God                           | 从天儿降                             | Tieta (Cameo)                  | Wei Nan, Wei Min  |
| 2016 | Run for Love                        | 奔爱                                 | Su Leqi                        | Zhang Yibai       |
| 2016 | The Wasted Times                    | 罗曼蒂克消亡史                       | Xiao Liu                       | Cheng Er          |
| 2018 | Forever Young                       | 无问西东                             | Wang Minjia                    | Li Fangfang       |
| 2018 | The Cloverfield Paradox             | -                                    | Tam                            | Julius Onah       |
| 2019 | Godzilla: King of the Monsters      | -                                    | Dr. Ilene Chen i Dr. Ling Chen | Michael Dougherty |
| 2019 | The Climbers                        | 攀登者                               | Xu Ying (meteoròlega)          | Daniel Lee        |
| 2020 | Godzilla vs. Kong                   | -                                    | Dr. Ilene Chen i Dr. Ling Chen | Adam Wingard      |

## Premis i nominacions

### Nominacions
Academy of Science Fiction, Fantasy & Horror Films, EUA 
- 2001 - Millor actriu de repartiment per Tigre i drac
- 2005 - Millor actriu per La casa de les dagues voladores

Asian Film Awards 
- 2007 - Millor actriu per The banquet

Premis BAFTA 
- 2001 - Millor Interpretació d'una Actriu en un paper de repartiment per Tigre i drac
- 2005 - Millor Interpretació d'una Actriu en un paper principal per La casa de les dagues voladores
- 2006 - Millor Interpretació d'una Actriu en un paper principal per  Memòries d'una geisha

Chicago Film Critics Association Awards 
- 2001 - Millor actriu de repartiment per Tigre i drac

Chlotrudis Awards 
- 2006 - Millor actriu de repartiment per  2046

Globus d'Or 
- 2006 - Millor Interpretació d'una actriu en una pel·lícula - Drama per  Memòries d'una geisha

Golden Horse Film Festival 
- 2000 - Millor actriu de repartiment per Tigre i drac
- 2004 - Millor actriu per  2046
- 2009 - Millor actriu de repartiment per Forever Enthralled

Golden Rooster Awards 
- 2009 - Millor actriu de repartiment per Forever Enthralled

Hong Kong Film Awards  
- 2001 - Millor actriu de repartiment per Tigre i drac
- 2003 - Millor actriu de repartiment per  Heroi

 Hundred Flowers Awards  
- 2006 - Millor actriu de repartiment per La casa de les dagues voladores

Image Awards 
- 2006 - Millor actriu per  Memòries d'una geisha

 Kids' Choice Awards  
- 2002 – Heroïna d'acció preferida per Rush Hour 2

 MTV Movie Awards  
- 2001 – Actriu revelació per Tigre i drac
- 2002 - Millor dolenta per Rush Hour 2
- 2005 - Millor lluita per La casa de les dagues voladores (Zhang Ziyi contra els guàrdies de l'emperador)
- 2006 – Interpretació més sexi per  Memòries d'una geisha

National Society of Film Critics Awards 
- 2005 - Millor actriu de repartiment per  2046

Online Film Critics Society Awards 
- 2001 - Millor actriu de repartiment per Tigre i drac

 Satellite Awards  
- 2005 - Millor actriu en una pel·lícula (drama) per  Memòries d'una geisha

Screen Actors Guild Awards 
- 2006 - Millor Interpretació d'una Actriu en un paper principal per  Memòries d'una geisha

 Teen Choice Awards  
- 2001 - Cinema – Actriu més impactant

### Premis guanyats
Chicago Film Critics Association Awards  
- 2001 - Actriu Més prometedora

Golden Bauhinia Awards 
- 2001 - Millor actriu de repartiment per Tigre i drac

Golden Rooster Awards 
- 2004 - Millor actriu de repartiment per Jasmine Women (“Mo li hua kai”) (Dones Gessamí)

 Hong Kong Film Awards  
- 2005 - Millor actriu per  2046

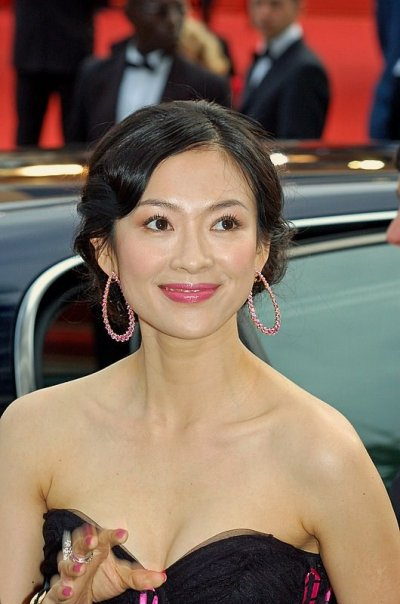
Zhang Ziyi al festival de Cannes, 2006.

 Hong Kong Film Critics Society Awards  
- 2005 - Millor actriu per  2046

Huabiao Film Awards  
- 2005 - Millor actriu de repartiment per La casa de les dagues voladores
- 2005 - Millor actriu per Forever Enthralled

Hundred Flowers Awards  
- 2000 - Millor actriu per El Camí a Casa (The Road Home)

Premis Independent Spirit  
- 2001 - Millor actriu de repartiment per Tigre i drac

Festival de Cinema iranià 
- 2001 - Millor actriu de repartiment per Tigre i drac

 MTV Movie Awards  
- 2001 - Millor lluita per Tigre i drac

 Festival Internacional de Cinema de Xangai  
- 2008 – Per la seva destacada contribució al cinema xinès

 Premis de l'Associació de Crítics de Cinema de Toronto 
- 2000 – Millor actriu de repartiment per Tigre i drac

 Premis Young Artists  
- 2001 - Millor actriu jove en una pel·lícula internacional per Tigre i drac

### Reconeixement en la premsa
- Obtingué el número 2 en la llista de les 100 dones més atractives per FHM  Taiwan (2001).
- Nomenada una de les 25 estrelles més atractives menors de 25 anys per la revista Teen People (2001 i 2002).
- Classificada al núm. 91 per la revista Stuff de les '102 dones més atractives del món' (2002)
- Escollida una de les '100 noies més sexy de 2002' per la revista FHM, edició del Regne Unit, Juny 2002
- Classificada en el núm. 2 entre les '100 celebritats xineses', segons Forbes, l'any 2010.
- Inclosa per Entertainment Weekly en la seva "The must list" ("llista d'imprescindibles") de 2005. Enumerada en 38è lloc d'entre les 122 persones i coses que la revista "estimava" aquell any; Ziyi n'era l'única xinesa.
- Seleccionada per Southern people weekly com una de 'les deu líders xineses de la nova generació' el 2005.
- Triada una de les 50 persones més belles del 2005 per People.
- Considerada per la revista Time com una de les 100 persones més influents del món. Van anomenar-la "un regal de la Xina a Hollywood".
- Classificada com una de les '100 Dones Més Belles del Món' el juliol de 2005 per la revista Harpers&Queen. Era la seva primera vegada a la llista. Fou classificada amb el número 15.
- Inclosa en la llista de les 100 persones més belles del món de la revista People per segon any consecutiu el 2006. Aquesta fou la seva tercera aparició a la llista.
- Escollida en el lloc 86 entre 'les dones més atractives del món' segons 'FHM el 2006. No havia aparegut en la llista des del 2002.
- Encapçalà la llista de 'les 100 dones més atractives d'Àsia' feta per 'Playboy del Japó. Va aparèixer a la portada l'abril del 2006.[3]
- Votada núm. 1 a la llista de 'les estrelles del cinema d'acció més sexis' per la revista E!, l'estiu de 2007.
- Classificada amb el núm. 3 a la llista de 'Mides súper perfectes de cap a cos' de la revista japonesa CLASSY el gener del 2009.

## Curiositats
Dels mots que formen el seu nom, Zhang (章) és el seu cognom (no confondre amb la 张 més comú Zhang que és un homòfon però escrit amb un caràcter diferent); "Zǐ" (子) significa "nen" o "persona estimada", i "Yi" (怡) significa "alegria" o "felicitat". Ella ha aparegut en pel·lícules en anglès sota el nom de Zhang Ziyi. En una entrevista, va afirmar que el canvi de nom va ser idea del seu publicista, com una forma d'arribar millor a les audiències occidentals.